# كأس ألبانيا 2003–04
كأس ألبانيا 2003–04 (بالألبانية: Kupa e Republikës 2003-04‏) هو الموسم 52 من كأس ألبانيا. أقيم خلال الفترة 29 أغسطس 2003 وحتى 19 مايو 2004، وأشرف على تنظيمه اتحاد ألبانيا لكرة القدم، وكان عدد الأندية المشاركة فيه 44، وفاز فيه بارتيزاني تيرانا.